# Шарібоксад
Шарібокса́д (рос. Шарибоксад, марій. Руш Шайра) — присілок у складі Волзького району Марій Ел, Росія. Входить до складу Сотнурського сільського поселення.

## Населення
Населення — 142 особи (2010; 160 у 2002).
Національний склад (станом на 2002 рік):
- марі — 99 %